# Bankia campanellata
Bankia campanellata is een tweekleppigensoort uit de familie van de Teredinidae. De wetenschappelijke naam van de soort is voor het eerst geldig gepubliceerd in 1931 door Moll & Roch.